# Samoborec
Samoborec je selo zapadno od Vrbovca. 
Zabilježeno prvi puta kao Samoborci u dokumentima 1460. godine. Bio je to posjed koji je pripadao donjem dijelu gospoštije Rakovec.
Nakon drugog svjetskog rata dolazi do korekcije imena Samoborci u Samoborec što ostaje do današnjeg dana.

## Stanovništvo
| broj stanovnika | 114   | 101   | 111   | 142   | 162   | 192   | 181   | 189   | 188   | 188   | 174   | 142   | 141   | 141   | 126   | 117   | 103   |
|                 | 1857. | 1869. | 1880. | 1890. | 1900. | 1910. | 1921. | 1931. | 1948. | 1953. | 1961. | 1971. | 1981. | 1991. | 2001. | 2011. | 2021. |